# Záskalie (district de Považská Bystrica)
Záskalie (hongrois : Sziklahát) est un village de Slovaquie situé dans la région de Trenčín.

## Histoire
La première mention écrite du village date de 1379.

## Démographie

### Évolution de la population
| Année:               | 1994. | 2004.   | 2014.   | 2024.    |
| -------------------- | ----- | ------- | ------- | -------- |
| Nombre de personnes: | 194   | 185     | 178     | 223      |
| Différence:          |       | -4,63 % | -3,78 % | +25,28 % |

| Année:               | 2023. | 2024.   |
| -------------------- | ----- | ------- |
| Nombre de personnes: | 215   | 223     |
| Différence:          |       | +3,72 % |